# رجینالد جورج پولارد
رجینالد جورج پولارد (انگلیسی: Reg Pollard; ۲۰ ژانویهٔ ۱۹۰۳ – ۹ مارس ۱۹۷۸) فرد نظامی اهل استرالیا بود. وی همچنین برندهٔ جوایزی همچون نشان سلطنتی ویکتوریایی، نشان امپراتوری بریتانیا، و نشان حمام شده‌است.